# گرمایش هوای خورشیدی

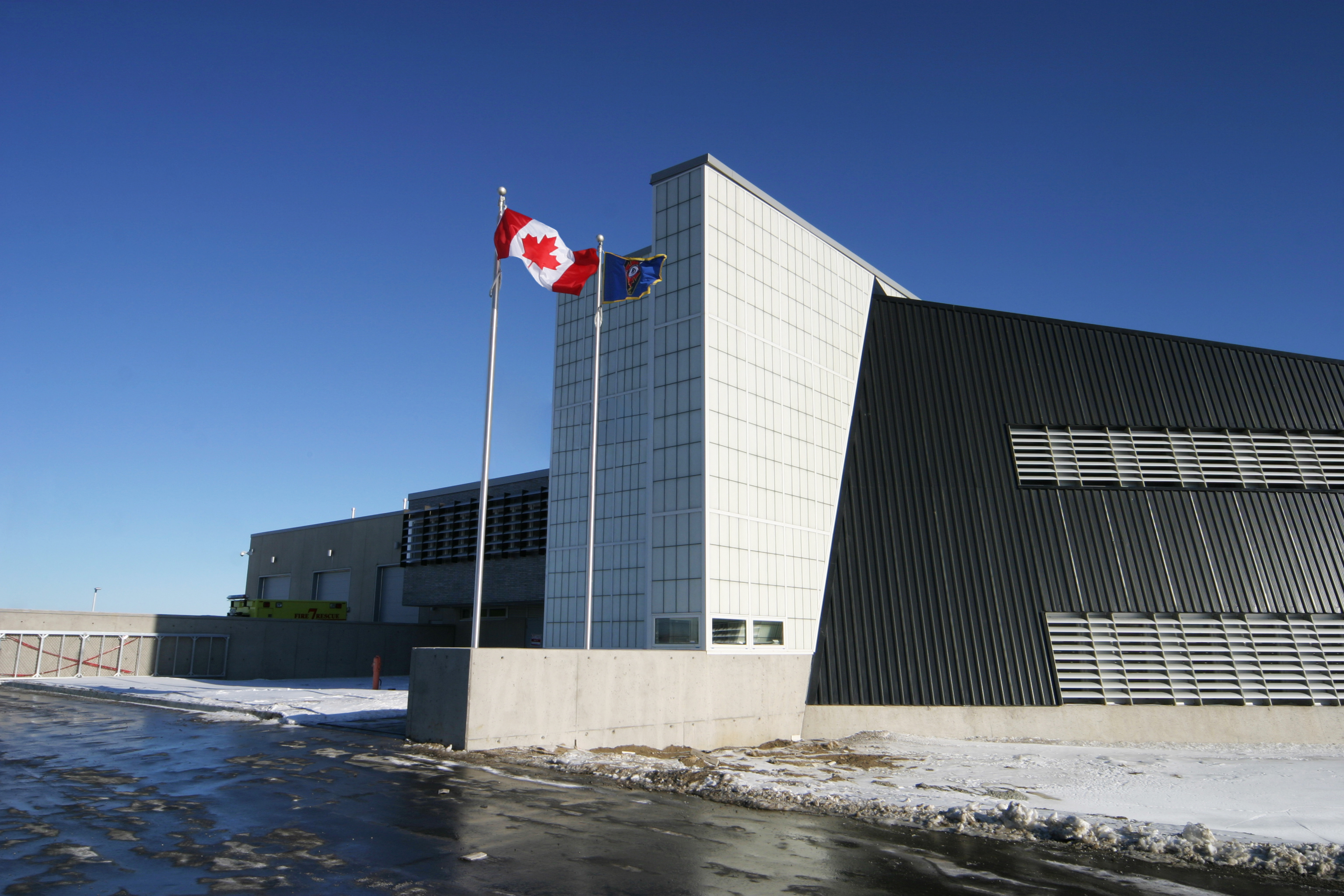
نمای جلوی مؤسسه آموزش خدمات اورژانس و آتش‌نشانی در فرودگاه بین‌المللیی پیرسون تورنتو با طراحی شرکت معماران کلینت فلت میکالیوفسکی تورنتوی کانادا، در واقع یک دیوار خورشیدی سیاه نفوذی برای سامانه گرمایش هوای خورشیدی است که هوای ورودی تهویه را برای تأسیسات گرم می‌نماید.

گرمایش هوای خورشیدی (به انگلیسی: Solar air heat) یک فناوری گرمایی خورشیدی است که در آن انرژی خورشیدی، تابش آفتاب، توسط یک واسط جاذب گرفته شده و برای گرمایش هوا بکار می‌رود. گرمایش هوای خورشیدی یک فناوری گرمایش انرژی جانشین پذیر است که برای گرمایش یا تهویه هوای ساختمان‌ها یا تجهیزات گرمایی به‌کار می‌رود. این در واقع به صرفه‌ترین فناوری خورشیدی از میان بقیه نمونه‌های مشابه است، به ویژه در کاربردهای تجاری و صنعتی، و بیشترین استفاده آن در انرژی ساختمان در گرم نمودن هوا است که شامل گرمایش فضا و عملیات گرمایی صنعتی است.
گیرنده‌های هوای گرم خورشیدی را می‌توان به دو دسته تقسیم نمود:
- گیرنده‌های لعاب زدوده یا جاذب (کاربرد اصلی در گرمایش هوای محیط در تجهیزات تجاری، صنعتی، کشاورزی و تولیدی)
- گیرنده‌های خورشیدی لعاب زدوده (انواع گردشی که معمولاً برای گرمایش هوا بکار می‌رود)

## گیرنده‌های لعاب زدوده و گیرنده‌های جذبی خورشیدی

### پیشینه
عبارت «گیرنده لعاب زدوده» به معنای یک سامانه گرمایش هوای خورشیدی است شامل یک جاذب فلزی بدون هیچگونه شیشه یا لعابی بر روی آن. رایجترین نوع گیرنده‌های لعاب زدوده در بازار گیرنده خورشیدی جذبی است. این فناوری تحت عنوان دیوار خورشیدی (SolaWall) توسط وبسایت محیط زیستی شرکت مهندسی حفاظت زمین که با اداره انرژی ایالات متحده (NREL) و منابع طبیعی کانادا در زمینه تجاری سازی این فناوری در سراسر دنیا همکاری داشت، در دهه ۱۹۹۰ اختراع و ثبت شد. این فناوری به شدت تحت نظارت این عوامل دولتی بود، و منابع طبیعی کانادا ابزار نرم‌افزاری امکان‌سنجی RETScreen را برای مدل سازی ذخیره انرژی از گیرنده‌های جذبی خورشیدی ساخته است.
از آن زمان چندین هزار سامانه گیرنده جذبی خورشیدی در تأسیسات متنوع تجاری، صنعتی، بنگاهی، کشاورزی، و تولیدی در بیش از ۳۰ کشور در سراسر دنیا نصب شده‌است. این فناوری به‌طور عمده در کاربری‌های صنعتی مانند کارگاه‌های تولید و مونتاژ که نیازمند تهویه زیاد هوا، گرمایش سقف طبقاتی و اغلب فشار منفی در ساختمان هستند، بکار می‌رود. نخستین گیرنده جذبی لعاب زدوده دنیا توسط کمپانی فورد موتور در بخش مونتاژ در اوکویل کانادا نصب شد.
با گرایش روزافزون به نصب سامانه‌های انرژی تجدیدپذیر در ساختمان‌ها، گیرنده‌های خورشیدی جذبی اکنون بخاطر تولید بالای انرژی (تا اوج ۵۰۰–۶۰۰ وات بر متر مربع گرمایی)، تبدیل بالای خورشیدی (تا ۸۰٪) و هزینه سرمایه کمتر در مقایسه با مولد خورشیدی (فتو ولتائیک) و گرمایش آبی خورشیدی، در تمام انواع ساختمان‌ها بکار می‌رود.

### طریقه عملکرد
گیرنده‌های هوای لعاب زدوده هوای محیط (بیرون) را در عوض هوای بازیافتی از ساختمان، گرم می‌کند. گیرنده‌های خورشیدی جذبی ۳=D معمولاً روی دیوار نصب می‌شوند تا بتوانند زاویه کم آفتاب را در ماه‌های گرم زمستان و نیز انعکاس آفتاب روی برف را دریافت کنند. سطح خارجی گیرنده جذبی خورشیدی تشکیل شده از هزاران ریزحفره کوچک است که دریافت سطحی‌ترین لایه‌های گرما و انتقال یکنواخت آن به حفره هوای پشت صفحات خارجی را ممکن می‌سازند. این هوای تهویه گرم شده تحت فشار منفی به سمت سامانه تهویه ساختمان رانده شده و سپس از طریق مرسوم یا با بهره از یک سامانه مجرای خورشیدی توزیع می‌شود. بررسی گسترده توسط منابع طبیعی کانادا و NREL نشان داده است که سامانه‌های گیرنده خورشیدی جذبی موجب کاهش بار گرمایی مرسوم تا ۱۰–۵۰٪ شده و اینکه RETScreen یک پیش‌بینی‌کننده دقیق برای کارایی سامانه است. با این وجود از همواره به روز بودن آخرین نسخه RETScreen برای پوشش بیشترین نتایج و اطلاعات دریافت شده اخیر، اطمینان حاصل کنید.RET Screen Link
گیرنده‌های جذبی خورشیدی همچون یک پوشش عایق رطوبت نما عمل می‌کنند و آن‌ها همچنین اتلاف گرمای خروجی از سطح ساختمان را که در محفظه هوای گیرنده جذب شده و به سامانه تهویه بازگردانده می‌شود، جذب می‌کند. سامانه‌های گرمایش هوای خورشیدی نیازی به مراقبت ندارند و عمر مفید آن‌ها بیش از ۳۰ سال است.

### انواع گیرنده‌های جذبی خورشیدی
گیرنده‌های جذبی لعاب زدوده را همچنین می‌توان در مواردی که دیوار جنوبی مناسب وجود نداشته باشد یا برای اهداف معمارانه، روی پشت بام نصب نمود. در اینصورت گرمای سامانه از پشت بام به نزدیکترین واحد گردش هوا منتقل می‌شود.
گیرنده‌های جذبی خورشیدی را می‌توان برای ایجاد یک سامانه مرکب خورشیدی با صفحات مولد خورشیدی (PV) ترکیب نمود. گرمای پشت سلول‌های PV (که اغلب ۴ برابر بیشتر از انرژی الکتریکی تولید شده توسط سلول‌های PV هستند) توسط سامانه هوای خورشیدی (که با سامانه طبقاتی PV دو برابر می‌شود) بازگردانده شده و برای استفاده گرمایشی ساختمان بکار می‌رود. در مواردی که نیاز به گرمایش باشد، ترکیب یک قطعه هوای خورشیدی به سامانه PV دو امتیاز فنی را دربر خواهد داشت؛ گرمای PV را می‌زداید و امکان عملکرد سامانه PV را در بازده مطلوب خود (که ۲۵ درجه سانتیگراد است) فراهم می‌کند؛ و دوره بازپرداخت کلی انرژی را در ارتباط با سامانه مرکب کاهش می‌دهد چرا که انرژی گرمایی جذب شده و برای حذف گرمایش سنتی بکار می‌رود.
پژوهشی نیز توسط مهندسی حفاظت محیط زیست در زمینه کاربرد گیرنده جذبی خورشیدی برای سرمایش در طول شب انجام گرفته‌است.

## سامانه‌های هوای لعاب زدوده
سامانه‌ها، با شیوه عملکرد شبیه یک کوره هوای فشرده سنّتی، گرما را با بازگرداندن هوای گردشی ساختمان توسط گیرنده‌های خورشیدی- گیرنده‌های گرمایی خورشیدی تأمین می‌نمایند. یک گیرنده ساده و کارآمد می‌تواند با بهره‌گیری از یک سطح گیرنده انرژی برای جذب انرژی گرمایی خورشید، و هدایت هوا برای تماس با آن، برای انواع گوناگون تهویه هوا و کاربردهای تولیدی جوابگو باشد.

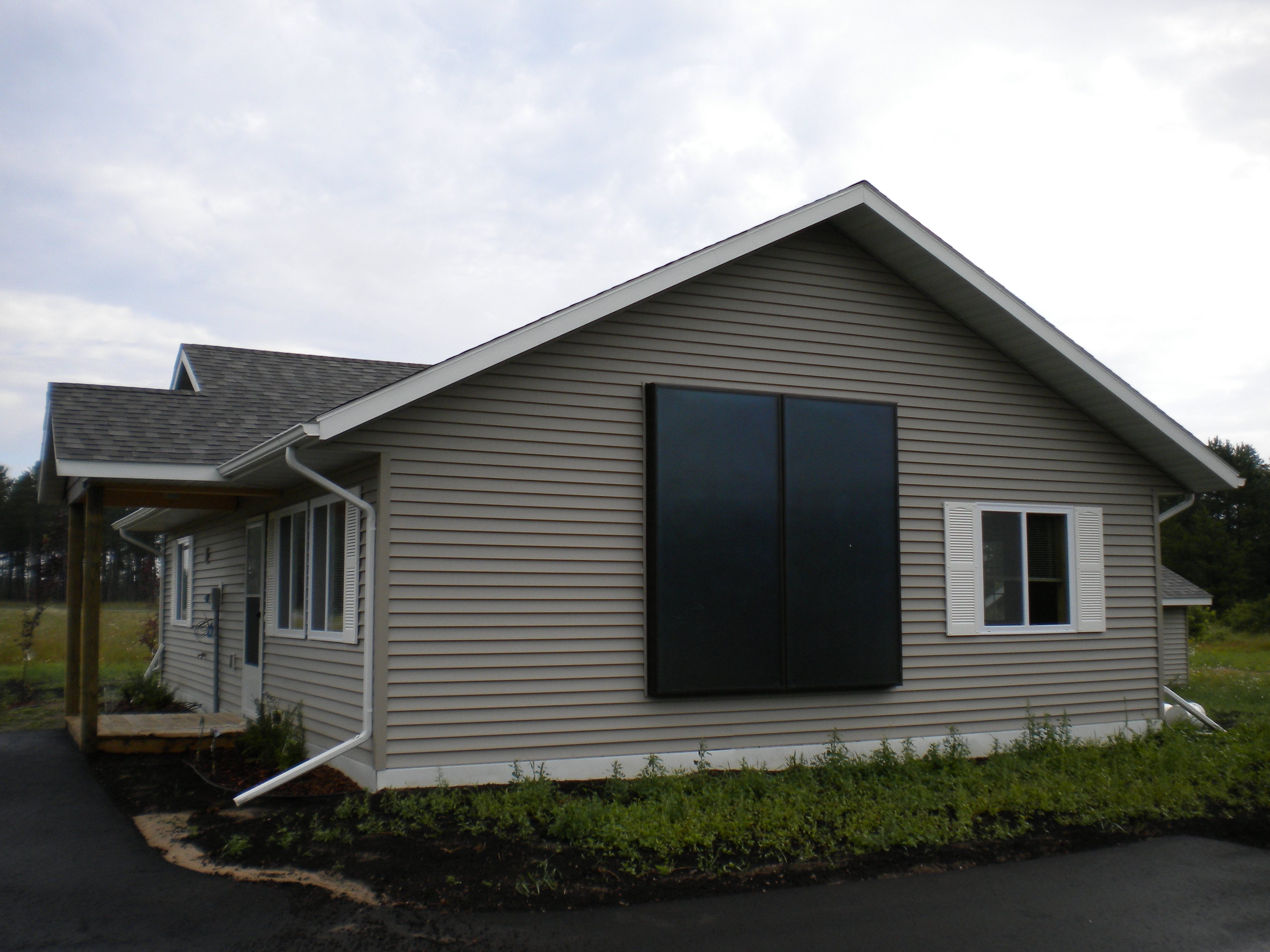
گیرنده گرمایش هوای خورشیدی SPF

یک گیرنده ساده هوای خورشیدی از یک ماده جاذب، گاهی با یک سطح اختیاری، برای جذب پرتوهای خورشید تشکیل شده‌است و این انرژی گرمایی را انتقال همرفتی گرما به هوا منتقل می‌کند. سپس این هوای گرم شده به فضای ساختمان یا به محوطه تولیدی منتقل می‌شود تا برای گرمایش فضا یا تأمین گرمایش تولید بکار رود.

### انواع گیرنده
گیرنده‌ها با توجه به روش‌های متفاوت هدایت هوا، هرکدام معمولاً به سه دسته تقسیم می‌شوند:
- a) گیرنده‌های میان گذر،
- b) پیش گذر،
- c) پس گذر،
- d) ترکیب گیرنده‌های پیش و پس گذر

#### گیرنده هوای میان گذر
در شکل میان گذر، هوا از یک سوی جاذب از میان یک نوع ماده منفذدار یا لیفه‌ای گذشته و با خواص رسانایی ماده و خواص همرفتی هوای متحرک گرم می‌گردد. جاذب‌های میان گذر دارای بیشترین سطحی است که میزان رسانش گرمایی نسبتاً زیادی را مهیا می‌سازد، اما افت فشار شدید احتمالاً نیاز به قدرت فن بیشتری دارد، و فساد ماده مخصوص جاذب پس از سالیان در معرض پرتو خورشید بودن می‌تواند مشکلات مضاعفی را برای کیفیت و کارایی هوا به وجود آورد.

#### گیرنده هوای محیط پسین، پیشین، و مرکب
در شکل‌های پس گذر، پیش گذر، و نوع مرکب هوا از پس، از پیش یا هر دو سوی جاذب جهت گرمایش پس از برگشت به هادی‌های اصلی هوا گذر می‌کند. با وجود تأمین سطح تماس بیشتر در صورت عبور هوا از هر دو سوی جاذب برای انتقال رسانایی گرما، مسائلی همچون غبار (رسوب) ممکن است در پی عبور هوا از سمت پیشین جاذب بروز نماید که کارایی جاذب را با محدودسازی میزان دریافت پرتو خورشید کاهش دهد. در اقلیم‌های سرد، هوای گذری از روی لعاب موجب اتلاف بیشتر گرما و در نتیجه کارایی کلی کمتر در گیرنده می‌گردد.

### تجهیزات گرمایش هوا
فناوری‌های گرمایش هوای خورشیدی در موارد متعددی می‌تواند موجب کاهش اثرات کربن ناشی از کاربرد منابع سنتی گرمایشی، همچون سوخت‌های فسیلی، و ایجاد یک ابزار پایدار برای تولید انرژی گرمایی گردد. کاربردهایی همچون گرمایش فضا، توسعه گرم‌خانه فصلی، هوای تهویه پیش گرمایشی، یا گرمای تولیدی را می‌توان توسط لوازم گرمایش هوای خورشیدی حاصل نمود. در زمینه «همزایش» فناوری‌های گرمایش خورشیدی با مولدهای خورشیدی (PV) برای افزایش کارایی سامانه توسط سرمایش صفحات PV جهت بهبود بازده الکتریکی آن‌ها ترکیب شده‌اند تا در کنار هم هوا را برای گرمایش فضا گرم نمایند.

#### کاربردهای گرمایش فضا
صفحات گرمایش هوای خورشیدی را می‌توان جهت کاربرد گرمایش فضا در محیط‌های مسکونی و تجاری به کار بست. این شیوه توسط رانش هوا از جداره ساختمان یا از محیط بیرون و عبور آن از میان گیرنده که هوا را از طریق رسانش از جاذب گرم می‌کند و سپس ورود به فضای مسکونی یا کاری چه با روش غیرفعال و چه با کمک یک فن، انجام می‌گیرد.
تهویه، هوای تازه یا هوای جبرانی در بیشتر ساختمان‌های صنعتی، تجاری و موسساتی برای کسب الزامات قانونی لازم است. با رانش هوا از طریق یک گیرنده هوای جذبی لعاب زدوده یا یک گرم کن هوا با طراحی صحیح، هوای تازه گرم شده خورشیدی می‌تواند بار گرمایش را طی کارکرد روزانه کاهش دهد. هم‌اکنون تجهیزات زیادی مورد استفاده‌اند که در آن‌ها گیرنده جذبی با پیش گرمایش هوای تازه آن را به تهویه بازیافت گرما وارد می‌کند و زمان یخ زدایی HRVها را کاهش می‌دهد. با دما و تهویه بیشتر زمان بازپرداخت شما بهبود خواهد یافت.

#### کاربردهای گرمایش هوا
نوشتار اصلی: خشک‌کن خورشیدی
گرمایش هوای خورشیدی را همچنین می‌توان در کاربردهای عمل آوری (تولیدی) همچون رختشویی، محصولات (از جمله چای، ذرت، قهوه) و دیگر کاربردهای خشک سازی استفاده نمود. هوا با گذر از یک گیرنده خورشیدی گرم شده و با عبور از روی یک ماده مورد خشک سازی، تبدیل به ابزاری می‌شود که با آن می‌توان رطوبت موجود در ماده را کاهش داد.